# IQOS
IQOS (от англ. I Quit Ordinary Smoking) — система нагревания табака, разработанная и представленная компанией Philip Morris International. Продукт был впервые выпущен в Японии в 2014 году, к 2021-му IQOS был представлен минимум в 55 странах. За первые девять месяцев 2021 года производитель IQOS сообщал об отгрузках бездымной продукции в размере 69,6 млрд единиц.
Всемирная организация здравоохранения относит все системы нагревания табака, включая IQOS, к табачным продуктам. Эксперты подчёркивают, что сокращение воздействия вредных химических веществ в системах нагревания табака не делает их безвредными и не приводит к снижению риска для здоровья человека. FDA также не признаёт IQOS безопаснее традиционных сигарет.
Технология устройства позволяет нагревать табак до 350 °C. Подобной температуры достаточно для выделения никотина и пиролиза табака. Поскольку его возгорания не происходит, концентрация вредных компонентов в аэрозоле IQOS, предположительно, ниже, чем в сигаретном дыме. Производитель заявляет, что IQOS якобы менее вреден, чем традиционные сигареты. Но даже собственные данные Philip Morris International не подтверждают более низких рисков для здоровья по сравнению с обычными сигаретами. Независимые данные разных лет свидетельствуют о негативном влиянии на уровни окислительного стресса, холестерина и триглицеридов, артериального давления и функции лёгких. Предположительно, IQOS гепатотоксичен и связан с нарушением оттока желчи, усиливает воспаление и инфекцию дыхательных путей, увеличивает риск респираторных заболеваний. Однако, эксперты отмечают выборочность существующих данных и необходимость дополнительных исследований.
Для продвижения IQOS используются две основные стратегии: позиционирование устройств как якобы менее вредных, чем сигареты, и создание ассоциаций с престижным статусом у его потребителей. Реклама продуктов может вводить аудиторию в заблуждение и способствовать распространению табачной эпидемии. У ранее не куривших развивается никотиновая зависимость. У курильщиков зачастую вырабатывается привычка двойного потребления (и сигарет, и IQOS), что усугубляет негативное воздействие на их здоровье.

## Распространение
Предшественником IQOS считается система нагревания табака Accord, которую Philip Morris International выпустил на рынок в 1990-х годах. После коммерческого провала ранних моделей производитель продолжил разработку бездымных табачных продуктов. С 2008 года компания активно инвестировала в их развитие и маркетинг. Это изменение в политике табачной компании связывают с подписанием рамочной конвенции ВОЗ по борьбе против табака несколькими годами ранее. Всего за 2008—2020 годы корпорация вложила в разработку более $7,2 миллиарда. В частности, Philip Morris International выкупал патенты на технологии и построил собственный исследовательский центр Cube вблизи озера Невшатель.
Когда в 2014 году IQOS был выпущен на рынок, Philip Morris International стала первой компанией, начавшей масштабное продвижение систем нагревания табака. Пилотные продажи начались в ноябре в некоторых городах Японии. Если по опросам 2015-го 0,3 % всего населения страны в возрасте 15—69 лет сообщило об использовании IQOS, то через два года этот показатель вырос до 3,6 %. В 2015—2016 годах среднее ежемесячное количество поисковых запросов об IQOS выросло на 1426 %. По некоторым данным, IQOS завоевал 10 % всего табачного рынка страны менее чем за год продаж, по другим — в 2018 году показатель составлял только 2,2 %. На тот момент около 3,1 млн японцев регулярно использовали IQOS.
Следующими странами, где в 2015 году были запущены продажи IQOS, стали Италия и Швейцария. С 2016-го продажи шли уже в 19 странах, бренд был признан лидером рынка систем нагревания табака. Через год опросы населения продемонстрировали популярность продукта как среди курильщиков, так и тех, кто не курит обычные сигареты. Например, в Италии к 2017-му пробовали IQOS 1,0 % ранее не куривших, 0,8 % бывших курильщиков и 3,1 % курильщиков. По собственным данным Philip Morris International, на тот момент доля IQOS на национальном рынке табачной продукции достигла 1,7 % в Швейцарии, 0,7 % в Португалии, 0,6 % в Румынии, 0,4 % в Италии и 0,3 % в России.
В 2018 году IQOS захватил почти 15 % национального табачного рынка Японии. Предположительно, к тому моменту прошла первая волна интереса к новинке, и темпы роста продаж стали снижаться. Одновременно были запущены продажи новых и более дешёвых моделей — IQOS 3 и IQOS 3 MULTI. Позднее компания обновляла модельный ряд регулярно, как это принято у производителей электроники. Например, журналисты часто связывали и дизайн, и маркетинговый подход IQOS с практикой компании Apple. Следующим потенциально крупным рынком сбыта была определена Южная Корея, где за 2017—2018 годы было продано 1,9 миллиона единиц IQOS. При этом уже через три месяца после запуска 3,5 % молодых корейцев в возрасте 19—24 лет заявляли об использовании IQOS одновременно с другой курительной продукцией. В 2018-м продажи стиков для устройств — Heets — составили 7,3 % всего табачного рынка страны, что позволило бренду войти в пятёрку крупнейших в регионе. После запуска в 2018 году продаж во Вьетнаме, Индонезии и на Филиппинах фокус компании сместился на всю Юго-Восточную Азию. На тот момент во всём мире было около 4 млн пользователей бездымной продукции Philip Morris International, и ежедневно их число росло на 8 тысяч человек. Производство девайсов и табачных стиков было налажено в США, Швейцарии и России.
К 2019 году IQOS являлся лидером на рынке систем нагревания табака. Например, только на табачном рынке Италии доля IQOS сравнялась с долей продажи сигар. А общемировые поставки IQOS и стиков выросли на 44,2 % за год и достигли 59,7 млрд. Всего на тот момент IQOS был доступен в 41 стране, в том числе в 22 странах Европейского региона ВОЗ. Через два года бренд был представлен уже минимум в 55 странах. Philip Morris International заявлял, что общее количество пользователей устройства превысило к тому моменту 12 млн человек. IQOS стал 12-м по величине международным табачным брендом (за пределами США и Китая). Но реальное количество ежедневных его потребителей установить сложно. Большой процент купивших IQOS использует его в дополнение к сигаретам. В этом случае на IQOS может приходиться только около 5 % их ежедневного употребления табака.
В 2020 году представители Philip Morris International сообщали, что по разным оценкам, IQOS использовали от 11,2 до 14 млн человек. Предположительно, 71 % из них потребляли исключительно IQOS, остальные — продолжали одновременно курить сигареты. Аналитики компании полагали, что через год общее количество пользователей должно превысить 20 млн, несмотря на ужесточение регулирования. За первые девять месяцев 2021 года производитель IQOS сообщал об отгрузках 69,6 млрд единиц бездымной продукции, показав увеличение показателя на 27,9 % с 2020-го. Компания ставила цель довести число курильщиков, перешедших на IQOS, до 40 млн к 2025 году. Предположительно, общий объём продаж IQOS, PloomTech (Japan Tobacco) и GLO (British American Tobacco) займёт к тому момент 30—35 % общемирового табачного рынка. Представители Philip Morris International надеются, что в дальнейшем системы нагревания табака полностью вытеснят сигареты, но отраслевые аналитики сомневаются в таком исходе.
Россия
На российский рынок IQOS вышел в ноябре 2015 года, после того как на фабрике «Филип Моррис Ижора» в Ленинградской области был налажен выпуск табачных стиков для устройства. Компания стала первой, кто запустил на российском рынке систему нагревания табака. Первая точка продаж IQOS была открыта в московском торгово-развлекательном центре «Афимолл Сити», а уже через год продажи стиков IQOS достигли 0,3 % от национального табачного рынка.
В 2016 году число пользователей IQOS в стране превысило полмиллиона человек, объёмы продаж устройств достигли 39 млн рублей. Если к четвёртому кварталу 2017 года доля стиков составляла 1 % (200 млн единиц) от общего объёма отгрузки компании, через год — уже 9,3 % (1,8 млрд единиц). Их объёмы продаж к тому году составляли около 2 млрд рублей, а доля от национального рынка табачной продукции — 1,8 %. Фирменные магазины охватили 18 городах страны, продукция стала доступна онлайн.
По собственным данным компании, к концу 2020 года общее число совершеннолетних пользователей IQOS в стране составило около 4 млн человек, 70 % из которых имели опыт употребления табака.
США

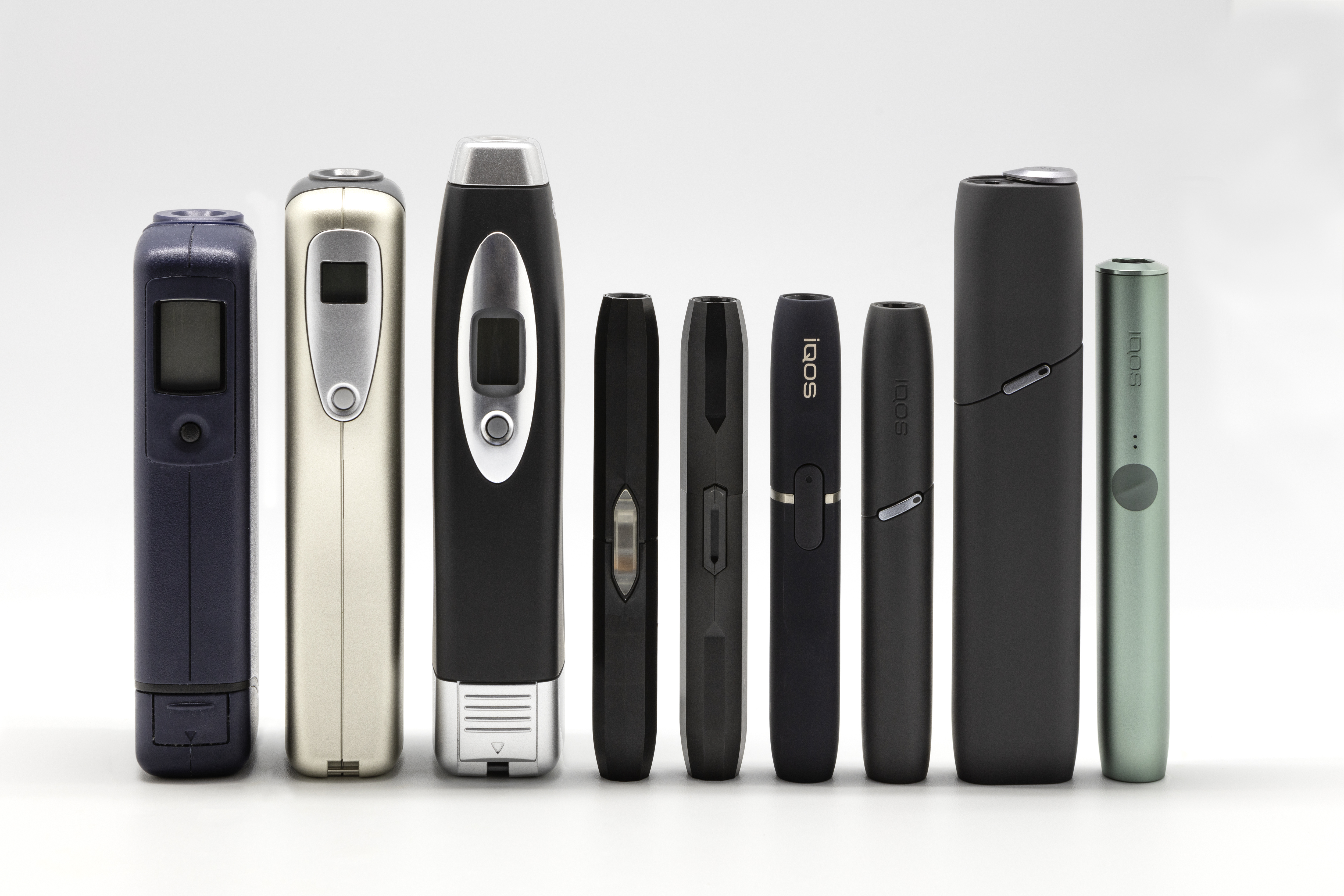
Системы нагревания табака Philip Morris International от Accord слева (1998 год) до IQOS Iluma справа (2021 год)

В декабре 2016 года Philip Morris International подал заявку в Управление по санитарному надзору за качеством пищевых продуктов и медикаментов (FDA), чтобы продавать и продвигать IQOS на территории США как менее вредный продукт, чем традиционные сигареты. Для получения разрешения производителю было необходимо предоставить «научные данные, демонстрирующие, что продукт подходит для защиты здоровья населения». Компания подготовила заявления одновременно на два статуса: продукта с модифицированным воздействием (англ. exposure modification order) и продукта с модифицированным риском (англ. risk modification order). Первый был связан с составом аэрозоля, другой — с его влиянием на организм человека. Несмотря на предупреждения Научного консультативного комитета по табачным изделиям и свидетельства бывших работников Philip Morris о нарушениях во время клинических испытаний, FDA выдал разрешение на продажу в IQOS в США апреле 2019 года. Однако, IQOS получил только статус продукта с модифицированным воздействием, так как собственные исследования компании не подтвердили более низких рисков для здоровья по сравнению с обычными сигаретами. IQOS стал первой системой нагревания табака, получившей такой статус.
Чиновники подчёркивали, что документ не позволяет компании делать заявления о снижении риска или безопасности для здоровья, а также вводить потребителей в заблуждение об одобрении продукции со стороны FDA. Например, регулирующий орган обязал Philip Morris International подтверждать маркетинговые планы, чтобы предотвратить рост привлекательности продукта у молодёжи. Хотя уже в мае журналисты из Reuters выявили международную маркетинговую кампанию Philip Morris International, нацеленную на молодёжь.
Все табачные изделия потенциально вредны и вызывают привыкание. Но FDA допускала, что уменьшение концентрации ряда опасных компонентов в аэрозоле по сравнению с дымом может быть связано со снижением риска, даже если исследования, предоставленные Philip Morris International, не показали этого результата. Тем не менее, Всемирная организация здравоохранения придерживалась противоположного мнения. ВОЗ сообщала, что сокращение воздействия вредных химических веществ в системах нагревания табака не означает снижение риска для здоровья человека. Представитель Американской ассоциации лёгких Эрика Свард предполагала, что решение может «ещё сильнее оттолкнуть курильщиков от полного прекращения их зависимости». Ряд других экспертов также считали решение FDA ошибочным, так как организация проигнорировала существующие научные данные и антитабачную политику. Предположительно, оно может подорвать доверие общественности к будущим решениям комиссии и повлиять на продвижение систем IQOS в других странах. Например, в российских СМИ рекламные материалы называли IQOS «продуктом с пониженным воздействием», который «как ожидается, положительно повлияет на здоровье населения в целом, включая как курильщиков, так и лиц, которые в настоящее время не употребляют табачные изделия».
Altria, контролирующая Philip Morris USA, начала продавать IQOS в сентябре 2019 года в Атланте и к концу августа 2021 года планировала представить специализированные магазины более чем в 700 городах. За первые девять месяцев 2021-го компания отчиталась об общем размере отгрузок бездымной табачной продукции в Северной и Южной Америке в размере 221 млн единиц.

## Маркетинг и продвижение

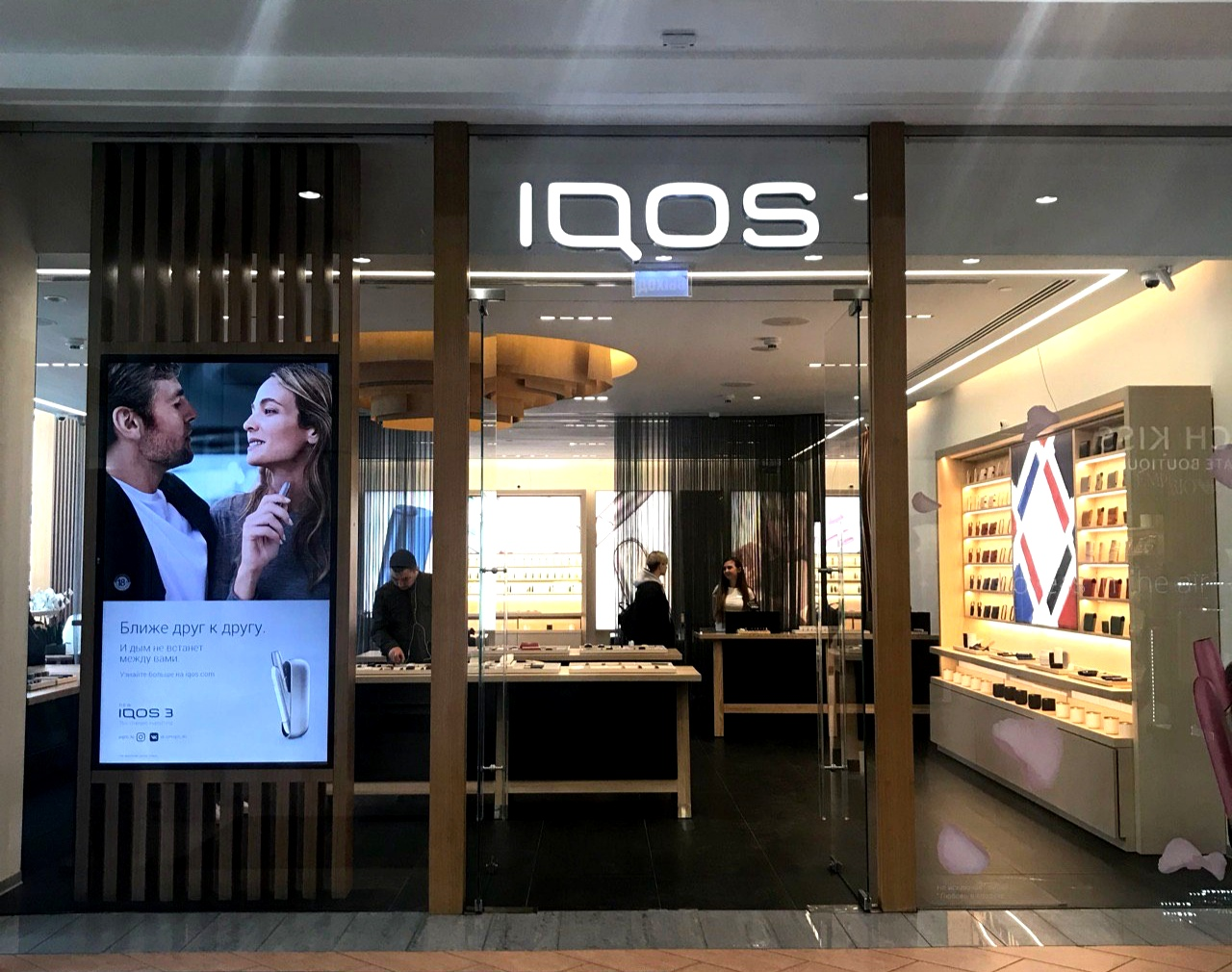
Магазин IQOS в Москве, 2019 год

### Целевая аудитория
IQOS наиболее распространён в странах с высоким уровнем дохода, где продажи традиционных сигарет падают из-за антитабачных мер. К 2020 году к таковым относилось две трети государств, где было доступно устройство. Эксперты отмечали это как доказательство того, что реальным приоритетом производителя является увеличение продаж на стагнирующих табачных рынках с жёсткими антитабачными законами, а не сокращение табачной эпидемии. Представители исследовательской группы Департамента здравоохранения Великобритании заявляют: «Philip Morris International хочет создать новую эпидемию IQOS, одновременно продавая как можно больше сигарет». Политика прослеживается и внутри стран, на примере городов, где представлен бренд. Так, в Великобритании фирменные магазины сконцентрированы в Лондоне, Бристоле, Кардиффе и Манчестере, но отсутствуют в городах с наибольшей долей курильщиков сигарет. В Японии продукт был впервые представлен в городе-миллионнике Нагоя, в Италии — в Милане. В России первая точка продаж появилась в московском торгово-развлекательном центре «Афимолл Сити».
Аббревиатура IQOS расшифровывается как «I Quit Ordinary Smoking» (с англ. — «Я бросаю традиционное курение»). Однако, ВОЗ считает, что Philip Morris International стремится расширить свой рынок за счёт привлечения также не куривших ранее потребителей. Рекламщики используют стратегии, которые делают их продукт привлекательным в общем, а не только для курильщиков, которые хотят бросить. По оценкам 2019-го, минимум 20 % пользователей IQOS ранее не курили.
Philip Morris International уверяет, что компания «не продаёт и не будет продавать продукцию молодёжи». Хотя покупателей в точках продаж просят подтвердить возраст, маркетинговые стратегии IQOS прямо указывают, что девайс активно продвигается на молодую аудиторию. Это подтвердило расследование Reuters 2019 года, которое выявило в социальных сетях ряд молодых блогеров, рекламирующих продукцию. В ответ табачный представитель заявил, что якобы приостановил кампании. Но двадцатилетние Инфлюэнсеры продолжали рекламировать IQOS в Instagram. Такие посты могут потенциально охватывать аудиторию в тысячи человек. На других платформах также распространена реклама: на YouTube, например, действуют спонсируемые Philip Morris International каналы, которые рассказывают о переходе на СНТ и ориентированы на аудиторию 20—30 лет. В 2020 году анализ твитов об IQOS показал, что минимум 30 % являлось рекламой.
Для офлайн-продвижения Philip Morris International также нанимает молодых промоутеров. Например, в Румынии к 2020 году прошла кампания «BeLikeMe», для которой нанимали «консультантов IQOS» 19 лет и старше. Стенды с рекламой IQOS встречаются в местах, где их могут увидеть подростки и студенты: в торговых центрах, аэропортах, тренажёрных залах и парикмахерских, на вокзалах. На стендах, демонстрирующих IQOS в местах реализации, изображают счастливых молодых людей. Сами точки продаж стиков для IQOS могут располагаться вблизи школ. Например, из 80 случайно отобранных магазинов со стиками HEETS более 68 % находились вблизи учебных заведений. Доля школ как минимум с одним пунктом продажи IQOS в пределах 1 км составляла 86 %. Кроме того, в разных странах Philip Morris International размещает наружную рекламу IQOS в торговых зонах и открывает залы ожидания IQOS на публичных фестивалях, автосалонах и спортивных мероприятиях, которые посещают люди всех возрастов. Такие стенды были замечены, например, на Фестивале уличной еды в Киеве, пляжных вечеринках в Румынии, показах Mercedes-Benz Fashion и других.
Среди пользователей IQOS есть молодые люди, которые не курили до появления продукта на рынке. Исследования показали, что продвижение систем нагревания табака побуждает таких молодых людей начать потребление IQOS, а в перспективе перейти на двойное потребление. Так, Philip Morris International заявлял, что в 2013—2015 годах уровень двойного использования IQOS и сигарет колебался от 27 % до 39 %. Однако по данным FDA, в 2016-м число таких пользователей составлял 84,9 %, большинство из которых использовали IQOS менее 30 % времени. Исследование южнокорейских молодых пользователей в 2018 году показало, что 96 % лиц старше 18 лет курили и IQOS, и традиционные сигареты, хотя они не стремились отказаться от вредной привычки.

### Стратегии
В маркетинге IQOS используются две основные стратегии: не только позиционирование устройств как якобы менее вредных, чем сигареты, но и создание гламурного образа. Маркетологи стремятся связать продукт с представлениями об изысканности и успехе, а также вызвать у пользователя чувство принадлежности к элите и привлекательности. Консультанты в магазинах IQOS во время общения с потребителем подчёркивают «чистоту» и «передовые» аспекты IQOS в сравнении с сигаретами. Рекламщики называют IQOS «революционным». Они заявляют, что он даёт «реальный вкус табака без дыма, без пепла и с меньшим запахом». Подобные заявления могут вызвать ошибочные представления у аудитории. Люди могут неверно истолковывать посыл, посчитав продукт менее вредным или совсем безопасным. Формулировки также привлекательны для молодёжи. Например, в 2020 году 38,6 % опрошенных молодых людей из Великобритании, США и Канады заявляли о желании попробовать IQOS.
IQOS позиционируется как сложный, инновационный и перспективный продукт. Например, точки продаж устройств оформляют в «высокотехнологичном» стиле, напоминающим по дизайну Apple Store. Внешне сами устройства сходны с современными мобильными устройствами, что должно вызывать определённые позитивные ассоциации у покупателя. И хотя фокус-группы в Японии и Швейцарии сообщали о недостаточного удовлетворения от IQOS (в сравнении с сигаретами) их привлекала упаковка. В разные годы дизайн устройств и технологии удостаивались профессиональных наград.
К основным факторам, влияющим на выбор потребителей, относят: отсутствие графических предупреждений на упаковке продукции, недостаток научных работ о влиянии IQOS на организм, менее жёсткое регулирование, тактильное сходство с традиционными сигаретами, возможность использовать IQOS в местах, свободных от табачного дыма, а также более лояльное отношение в социуме. Например, во время запуска в Чехии IQOS представили как продукт, который «может снова позволить им [курильщикам] курить в общественных местах». Philip Morris International продвигает ослабление ограничений бездымной среды, вступая в коллаборации с отелями, где организуют «номера, дружественные к IQOS». На 2019-й на британской версии официального сайта марки была опубликована статья «15 лучших мест для использования IQOS в Лондоне». Рекламщики бренда утверждают, что устройство якобы не производит вторичного дыма и не влияет негативно на качество воздуха в помещении. Но в действительности пользователь IQOS выдыхает часть дыма, который могут вдохнуть окружающие и который вреден для их здоровье.
Продажа устройств IQOS осуществляется только в специализированных магазинах после обязательной регистрации с подтверждением паспортных данных на официальном сайте, тогда как стики для курения можно купить у партнёров. Фирменные точки продаж отличаются агрессивной маркетинговой политикой: они проводят акции по обмену пачек сигарет на IQOS и общественные мероприятия, предлагают членские скидки. Установлено, что наблюдение за потреблением IQOS усиливает у смотрящего желание попробовать продукт. Магазины оснащают специально оборудованными тестовыми комнатами, происходящее в которых видно снаружи другим посетителям торговых центров. Сотрудники курят IQOS вместе с клиентами, обсуждая вкус и ощущения аэрозоля по сравнению с сигаретным дымом. Они могут комментировать потенциальные «социальные преимущества» устройств. На сайте компании действуют реферальные программы лояльности и онлайн-магазин с возможностью зарезервировать товар в удобной торговой точке, существует возможность заказать бесплатное такси до ближайшей точки продаж. В первые годы появления устройств ситуацию усугублял неограниченный характер рекламы систем нагревания табака. В результате медийные кампании проводили в традиционных медиа, на билбордах и на дисплеях в торговых центрах, на спонсируемых вечеринках и культурных мероприятиях. Заявления производителей в стремлении уменьшить табачную эпидемию появлялись в изданиях The Wall Street Journal и Financial Times. После вспышки болезни вейперов и рекомендаций FDA против электронных сигарет IQOS позиционируется в средствах массовой информации как потенциальная альтернатива не только курению, но и электронным сигаретам.
Цены на устройства IQOS сходны с наиболее дорогими марками сигарет, в то время как стики продаются по цене бюджетных сигарет. Например, в России в 2017 году стоимость одной пачки стиков составляла 130 рублей, что было сравнимо со стоимостью сигарет Parliament. Но если для сигарет акциз достигал 56 % от стоимости упаковки, то для табачных стиков — только 40 %. Кроме того, пользователям IQOS необходимо приобрести и периодически обновлять держатель и зарядное устройство, стоимость которых на 2020-й в среднем варьировалась в диапазоне $50–100.
Отдельное направление маркетинга IQOS — работа с политиками и общественным мнением. Производитель подчёркивает предполагаемый потенциал устройств для снижения вреда от курения, чтобы обосновать более мягкое регулирование и налогообложение. Например, кампании перед запуском товара в Израиле включали встречи с правительственными чиновниками. В результате к моменту выхода товара на рынок в 2016 году он не был обозначен как табачный продукт и, следовательно, не подлежал антитабачному контролю. Ужесточение политики против систем нагревания началось только в 2017—2018 годах. Маркетинговая стратегия IQOS имитирует методы табачных марок середины XX века, которая была направлена на создание ассоциаций сигарет с кинематографом и высшим обществом. Так, в 2020 году в России IQOS запустил проект «(Не)случайные истории», который позволил пользователям устройств поучаствовать в конкурсе сценариев. Отобранные киноновеллы легли в основу одноимённого фильма, снятого к пятилетию с момента запуска IQOS в стране. В проекте и съёмках участвовали: публицист Алёна Долецкая, писатель Александр Цыпкин, театральный режиссёр Талгат Баталов, писатель и журналист Александр Маленков, креативный директор «Собака.ru» Яна Милорадовская, актёры Евгений Стычкин, Анна Чиповская, Максим Матвеев, Рита Крон, Дарья Мельникова и Резо Гигинеишвили.

### Снижение вреда

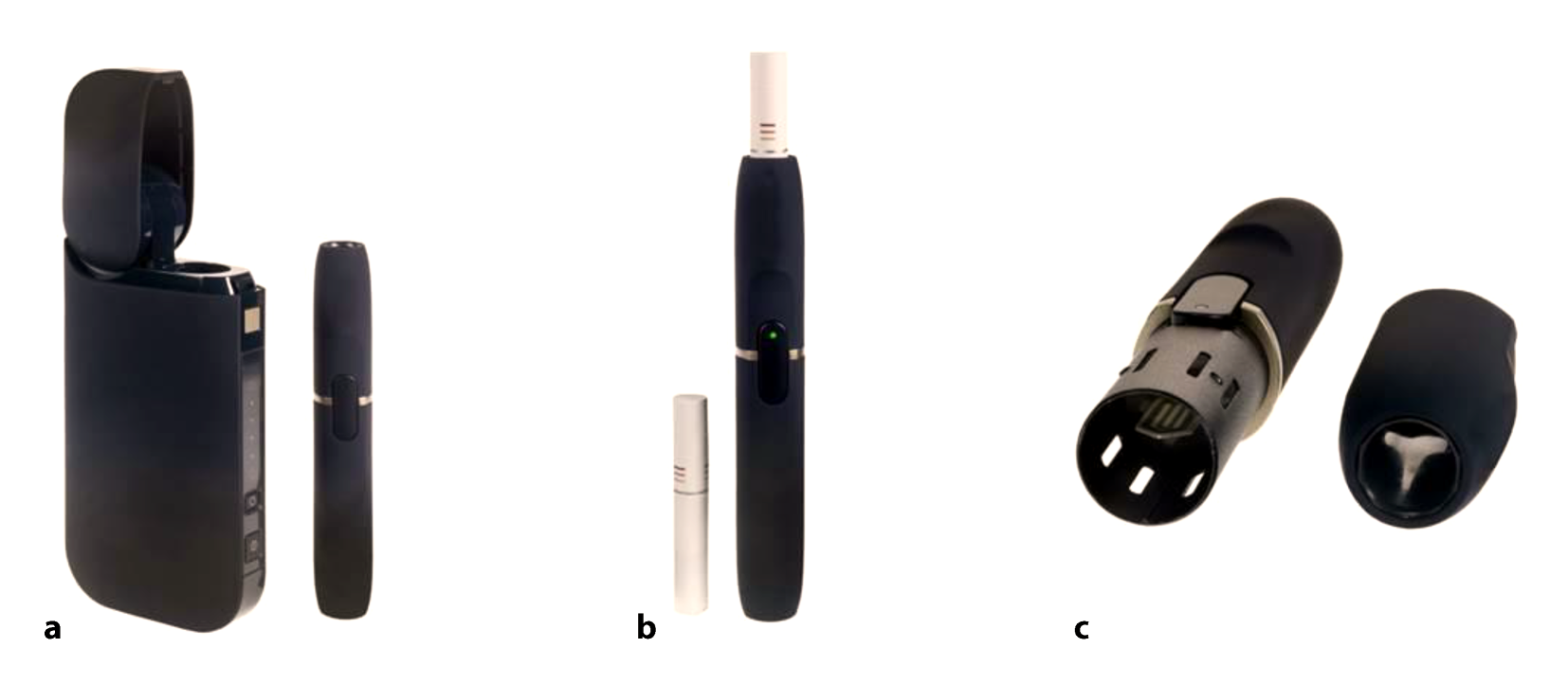
Система нагрева табака IQOS (слева направо): Зарядное устройство с держателем, стик с держателем и держатель в разобранном виде, 2018 год

По состоянию на 2020 год не существует доказательств, что с помощью систем нагревания табака проще отказаться от никотина. Их долгосрочный эффект на организм не определён. ВОЗ и ряд экспертов связывают стратегии «снижения вреда» с попытками табачной индустрии подорвать борьбу против табачной эпидемии, включая успешное осуществление Рамочной конвенции ВОЗ.
Производитель позиционирует IQOS как решение глобальной эпидемии курения. Целевая группа такой рекламы IQOS — потребители традиционных сигарет, которые хотели бы отказаться от вредной привычки. Philip Morris International уверяет общественность в стремлении «уничтожить свой бизнес». Он продвигает товар как «лучшую альтернативу» курению, которая значительно снижает никотиновую тягу и имитирует опыт курильщика. Производитель заявляет, что переключение на систему нагревания табака снижает вред для организма и борется с табачной эпидемией. Однако безопасность устройств для организма человека не доказана, а большинство существующих на эту тему работ не являются репрезентативными. Кроме того, IQOS может на самом деле стать «воротами» в табачную зависимость, если пользователь не курил ранее. Только в Италии к 2020 году такие люди составляли 45 % пользователей устройства. А среди тех, кто только интересовался IQOS, около половины никогда не курили. В 2016 Philip Morris International заявлял, что 70 % потребителей IQOS «могут отказаться от обычных сигарет». Хотя источники этих цифр неясны, в своих отчётах Philip Morris International называет перешедших на IQOS «бросившими курить».
Маркетинговая стратегия, нацеленная на курильщиков, включает акции в СМИ и медиа, спонсирование исследований об эффекте IQOS на организм, лоббирование и создание некоммерческих организаций, якобы противостоящих табачной эпидемии. Например, в 2018 году в Великобритании Philip Morris International провёл кампанию, которая обходила рекламное антитабачное законодательство и побуждала убедить друзей и членов семьи «бросить курить в течение 30 дней» с помощью IQOS. Через год стартовал проект «Unsmoke Your World» под лозунгом «Если ты не куришь, не начинай. Если ты куришь, бросай. Если не бросишь, меняйся». Но на самом деле эти утверждения изменяют восприятие риска IQOS или усиливают желание курильщика попробовать IQOS.
Чем больше пользователи знали о негативных последствиях от потребления IQOS, тем меньше любопытства в отношении к новому продукту они проявляли. Чтобы доказать свои заявления, создать информационный шум вокруг продукции и убедить пользователей, производитель IQOS спонсирует многочисленные исследования об эффектах систем нагревания табака на организм человека. Ряд работ подтвердил расхождение их результатов с независимыми экспериментами: как правило, профинансированные исследования демонстрируют более благоприятные для IQOS показатели. Рекламщики также стимулируют выпуск статей и политические дебаты о потенциальной пользе систем нагревания табака, участвуют в организации неправительственных организаций, якобы противостоящих курению. Например, в 2017 году начал работу «Фонд за мир, свободный от табачного дыма», который также продвигает политику производителя IQOS о якобы эффективности устройства в отказе от курения.
Формулировки, которые используются в рекламе и на упаковках IQOS, могут вводить в заблуждение пользователей. Например, после одобрения устройства как продукта «модифицированного воздействия» Philip Morris International заявлял, что «полный переход» от курения в пользу IQOS «может снизить риск заболеваний, связанных с табаком». Подобные заявления не означают, что IQOS безвредны, но потребители могут неверно интерпретировать посыл. Так, опросы населения 2020 года в Канаде показали, что почти половина (48,1 %) считала IQOS менее вредным, чем сигареты. Кроме того, зачастую люди не осознают, что потенциальная польза для курильщиков при отказе от сигарет в пользу IQOS возможна только при «полном переключении» (то есть при полном отказе от традиционных сигарет).

## Технология и конструкция

### Принцип работы
IQOS представляет собой систему нагревания табака, которая состоит из курительной трубки (держателя) с батарейным питанием и зарядного устройства. Держатель оснащён маленьким аккумулятором, заряда которого хватает на один или несколько сеансов использования. Перед началом работы пользователь вставляет специальный табачный стик в держатель. Табак в стике нагревается керамическим лезвием, расположенным на конце курительной трубки. На его поверхность нанесены золото и платина. Пользователи вручную активируют нагревательный элемент, нажимая на кнопку, и вдыхают никотинсодержащие пары. Электронное управление помогает избежать перегорания. Во время затяжки температура нагрева достигает 350 °C, чего достаточно для выделения никотина и пиролиза табака. Поскольку возгорания не происходит, структурная целостность табачного стика сохраняется после использования и не образуется пепла. Мощность нагревательного элемента контролируется встроенной электронной системой. Энергия, подаваемая на лезвие, отключается максимум за 14 затяжек или 6 мин. Технология получила название HeatControl.
Одноразовые стики для IQOS в некоторых странах называются Marlboro HeatSticks, а в других — HEETS. Также существуют стики разных вкусов и бренда Parliament. Внешне они напоминают укороченные сигареты (45 мм), но пропитаны пропиленгликолем. Внутри стик разделён на четыре части: продольноориентированый восстановленный табак (12мм), полая трубка из спрессованного ацетатного волокна (8 мм), фильтр из прозрачной плёнки (18мм), фильтрующий мундштук (7 мм). Они поставляются в пачках по 20 штук и продаются отдельно от устройств в магазинах партнёров. В зависимости от страны стики доступны с различными вкусами, включая ягоды, ментол и другие.
Табак, используемый IQOS представляет собой уплотнённую смесь из табачного порошка (тип восстановленного табака). Процесс его формации получил название «гофрирование». Помимо табака стики содержат глицерин, воду, гуаровую камедь, целлюлозу и пропиленгликоль. Табачный стик содержит гораздо меньшее количество табака по сравнению с сигаретой. Его вес на стик составляет 314—320 мг (против 550—700 мг), из которых в процессе курения выделяется 1,29 мг никотина. Так что люди, которые обычно курят сигареты с пониженным содержанием никотина, могут посчитать стики слишком крепкими.
Существуют ограниченные научные данные о потенциальном негативном влиянии IQOS на окружающую среду, но его масштабы не установлены. Например, известно, что выщелачивание металлов, содержащихся в бездымной табачной продукции может негативно сказаться состоянии природных вод.

## Влияние на здоровье

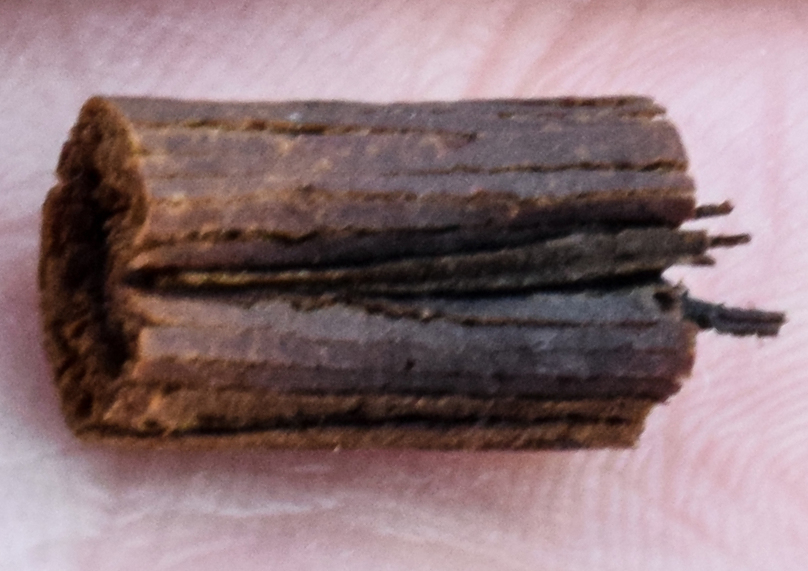
Табачный стик после использования в IQOS, 2016 год

### Мнение медицинского сообщества
Всемирная организация здравоохранения сообщает, что сокращение воздействия вредных химических веществ в системах нагревания табака не делает их безвредными и не приводит к снижению риска для здоровья человека. FDA также не признаёт IQOS безопаснее традиционных сигарет. Нидерландский национальный институт общественного здравоохранения признаёт IQOS «вредным для здоровья, но, вероятно, менее вредным, чем курение табачных сигарет».
Независимые исследования, оценивающие влияние устройства на здоровье, проводились редко и в недостаточном объёме. Существующие данные разнятся. Производитель заявляет, что аэрозоль IQOS содержит меньше вредных веществ и якобы менее вреден, чем традиционные сигареты. Спонсированные Philip Morris International исследования 2013—2017 годах на выборке японских и американских курильщиков зафиксировали снижение биомаркеров воздействия вредных веществ у совершеннолетних курильщиков, переходящих с обычных сигарет на систему нагревания табака IQOS, в отличие от продолжающих курить сигареты. Но ряд экспертов опровергает это утверждения, подвергая сомнению исследования, проведённые Philip Morris International. Аэрозоль IQOS отличается от дыма сигарет по составу: одних токсикантов в нём действительно меньше, но других — больше. Поэтому курение IQOS связано с разным уровнем риска для здоровья, в зависимости от заболеваний. Некоторые исследователи называют воздействие IQOS таким же вредным для клеток лёгких человека, как курение сигарет и вейпинг. Хотя они признают, что пройдут годы, прежде чем учёные установят все последствия для организма от потребления IQOS.
В отчёт для FDA Philip Morris International включил трёхмесячное исследование 24 неонкологических биомаркеров у потребителей IQOS. Работа оценивала показатели воспаления, окислительного стресса, холестерина и триглицеридов, артериального давления и функции лёгких. По данным производителя, показатели в целом менялись в положительную сторону по сравнению с таковыми у курильщиков сигарет. Но более позднее исследование не выявило статистически заметной разницы между IQOS и обычными сигаретами для 23 из 24 маркеров у американцев и 10 из 13 у японцев. В ответ в 2018 году Philip Morris International заявил, что в дополнительном шестимесячном исследовании ещё шести биомаркеров потребители IQOS показали лучший результат, чем курильщики сигарет. Но компания не предоставила конкретных данных и не сообщила показатели по другим биомаркерам, что вызвало подозрения в манипуляциях. По сведениям FDA, шестимесячное исследование курильщиков и сигарет, и IQOS продемонстрировало незначительное уменьшение биомаркеров воздействия по сравнению с анализами испытуемых, которые потребляли исключительно IQOS. Бывшие сотрудники Philip Morris International подтвердили факт искажения данных во время экспериментов. Отдельные исследователи называли эксперименты «грязными», поскольку их цель больше коммерческая, чем научная.

### Эффект на организм человека
Потенциально использование IQOS может стать причиной негативных последствий для организма в длительной перспективе, что связано с содержанием никотина и вредных компонентов в аэрозоле. Например, во время пиролиза табачного наполнителя стиков IQOS выделяется высокотоксичный циангидрин формальдегида, акролеин и ацетальдегид. Последние три компонента учёные связывают с риском значительной лёгочной и иммуномодулирующей токсичности, сходной с таковой у людей, курящих сигареты.
По одним данным, концентрация никотина в табаке и дыме IQOS практически идентична. По другим данным, один стик доставляет 57—83 % от количества никотина, поступающего во время курения сигареты. Вещество считается основным психоактивным и вызывающим привыкание компонентом табака. Воздействие никотина сопряжено с развитием ряда заболеваний, в особенности связанных с сердечно-сосудистой системой. Его также связывают с повышенным риском развития шизофрении и депрессии.
Существует предположение, что IQOS эффективен в уменьшении тяги к сигаретам и снижает симптомы синдрома отмены. Но опросы потребителей показали возможность впасть в зависимость от самих IQOS. Адиктивный характер никотина широко известен, и врачи отмечают, что системы нагревания табака имеют тот же эффект на развитие табачной зависимости у некурящих, что и сигареты.
Данные о цитотоксичности аэрозоля разнятся. Так, отдельные работы 2018—2021 годов свидетельствуют о меньшей его цитотоксичности, в сравнении с традиционными сигаретами. Но в некоторых случаях аэрозоль IQOS показал идентичные табачному дыму показатели. Как минимум одно исследование, проведённое на животных в Калифорнийском университете в 2019-м, зафиксировало более высокую цитотоксичность IQOS в сравнении с сигаретами при включении в оценку широкого спектра клеток дыхательной системы. И эксперты отмечали необходимость дальнейших исследований.
Системы нагревания табака связаны с заболеваниями, которые не ассоциированы с традиционным курением. Предположительно, IQOS гепатотоксичен и обладает потенциалом неожиданной токсичности, нехарактерным для сигарет. У потребителей IQOS наблюдался повышенный билирубин в плазме, что может указывать на холестатическое поражение печени с нарушением оттока желчи, ускоренное разрушение эритроцитов или снижение метаболизма билирубина. Кроме того, в испытаниях на животных у самок крыс были зафиксированы повышенный уровень фермента аланинаминотрансферазы и вес печени, а также гепатоцеллюлярная вакуолизация, что может свидетельствовать об остром повреждении печени. Philip Morris International на своём сайте заявлял об отсутствии установленной связи между IQOS и развитием гепатотоксичности у его пользователей, и исследователи признавали необходимость дальнейших экспериментов.
Температуры нагрева IQOS достаточно, чтобы расплавить фильтр, продукты этого процесса способны негативно повлиять на здоровье человека. По данным газовой хроматографии и масс-спектрометрии, нагретый фильтр выделяет лактид, ε-капролактон и 1,2-диацетин, а также чрезвычайно опасный формальдегид циангидрин. После использования IQOS внутри держателя остаются капли коричневой жидкости и грязь, количество которых увеличивается после каждого использования. Чистка неспособна полностью удалить продукты сгорания с нагревательного элемента.
Влияние на респираторную систему
Использование IQOS может усугубить воспаление и инфекцию дыхательных путей, увеличить риск респираторных заболеваний. У пользователей устройств выявлен повышенный фактор активации тромбоцитов, что влияет на адгезию бактерий, вызывающую респираторные инфекции. Также продукт может усилить окислительный стресс и изменить функции митохондрий, что потенциально ещё больше усугубляет воспаление, вызывает ремоделирование дыхательных путей и развитие онкологических заболеваний. Митохондриальная дисфункция, в частности, может привести к развитию эпителиально-мезенхимального перехода и респираторных заболеваний.
По одним данным, токсичность аэрозоля IQOS идентична таковой у сигаретного дыма, по другим — меньше. Различия в показаниях могут быть связаны с разными подходами к оценке результатов. Предположительно, системы нагревания табака могут изменять важные физиологические функции дыхательной системы. Аэрозоль IQOS повреждает эпителиальные клетки бронхов и гладкомышечные клетки дыхательных путей человека, как и традиционные сигареты или электронные сигареты. Потребление IQOS влечёт изменения морфологии и фенотипа бронхиального эпителия, изменения экспрессии генов, а также фенотипические изменения скорости клеточной трансформации.
В 2020 году, после вспышки болезни вейперов, IQOS продвигали как альтернативу электронным сигаретам, потребление которых спровоцировало рост числа больных. Но аэрозоль IQOS связывают с повреждениями и провоспалительными изменениями в лёгких, которые в значительной степени аналогичны таковым от электронных сигарет. Например, некоторые исследования зафиксировали у потребителей IQOS острую эозинофильной пневмонию. Эксперименты на животных связывали воздействие IQOS с воспалением лёгких и иммуномодуляцией. Уровни канцерогенных специфических для табака табачных нитрозаминов в аэрозоле IQOS на порядок выше, чем в электронных сигаретах. Предположительно, потребители IQOS более уязвимы для коронавирусной инфекции SARS-CoV-2, так как потребление табака связано с активизацией ангиотензинпревращающего фермента, который может быть новой молекулой адгезии для SARS-CoV-2.
Производитель заявляет, что IQOS якобы может предотвратить пассивное курение. Но пользователи устройства выдыхают часть аэрозоля, который могут вдохнуть окружающие. Количество вдыхаемых субмикронных частиц в таком случае меньше, чем при воздействии табачного дыма. Но его достаточно, чтобы вызвать у некурящих людей недомогание, боль в глазах и першение в горле. Среди прочих компонентов вторичных выбросов IQOS зафиксированы формальдегид и ацетальдегид.
Влияние на сердечно-сосудистую систему
По сравнению с сигаретным дымом, аэрозоль IQOS потенциально связан с меньшим риском для сердечно-сосудистой системы. Тем не менее, вещества, содержащиеся в аэрозоле, представляют определённую степень опасности для кардиоваскулярной системы. Исследование курильщиков показало схожие эффекты от СНТ и сигарет на частоту сердечных сокращений, кровяное давление и жёсткость артерий. Воздействие аэрозоля ухудшает систолические и диастолические функции миокарда в острой фазе по аналогии с сигаретным дымом. В экспериментах на животных крысы, подвергавшиеся воздействию IQOS, показали такое же нарушение функции сосудистого эндотелия, как и крысы, подвергавшиеся воздействию сигарет. Воздействие аэрозоля устройств на культивированные макрофаги вызывало увеличение окислительного стресса. Но необходимы дальнейшие исследования, для выявления длительных эффектов от курения IQOS на здоровье.

## Состав аэрозоля
| Наименование                  | Содержание | Процент от показателя с образцовой коммерческой сигаретой |
| ----------------------------- | ---------- | --------------------------------------------------------- |
| 1,3-Бутадиен (мкг)            | 0,207      | 0,23 %                                                    |
| 4-Аминобифенил (нг)           | 7,8        | 243 %                                                     |
| Ацетальдегид (мкг)            | 192        | 12 %                                                      |
| Ацетамид (мкг)                | 2,96       | 22,8                                                      |
| Акролеин (мкг)                | 8,32       | 5,3 %                                                     |
| Акрилонитрил (мкг)            | 0,145      | 0,68                                                      |
| Бензантрацен (нг)             | 2,65       | 9,3 %                                                     |
| Бензол (мкг)                  | 0,452      | 0,58 %                                                    |
| Бензпирен (нг)                | 0,736      | 5,5 %                                                     |
| Монооксид углерода (мг)       | 0,347      | 1,18 %                                                    |
| Катехол (мкг)                 | 14         | 16,6 %                                                    |
| Формальдегид (мкг)            | 14,1       | 17,8 %                                                    |
| Изопрен (мкг)                 | 6,55       | 0,74 %                                                    |
| Свинец (нг)                   | 2,23       | 7,15 %                                                    |
| Никотин (мкг)                 | 1,29       | 74,1 %                                                    |
| Оксиды азота (мкг)            | 14,2       | 2,64 %                                                    |
| N-нитрозонорникотин           | 10,1       | 3,73 %                                                    |
| Никотиновый кетон нитрозамина | 7,8        | 3,19 %                                                    |
| о-толуидин (нг)               | 1,1        | 1,14                                                      |
| Фенол (мкг)                   | 1,47       | 9,42 %                                                    |
| Пропиональдегид (мкг)         | 10,8       | 9,91 %                                                    |
| Стирол (мкг)                  | 0,577      | 4,15 %                                                    |
| Толуол (мкг)                  | 1,42       | 1,10 %                                                    |
| Смола (мг)                    | 19,4       | 77,6 %                                                    |
| Общее число тв. частиц (мг)   | 30,2       | 72,9 %                                                    |

Принцип работы IQOS основан на нагревании табака без его горения. Температура в этом случае ниже, чем на кончике горящей сигареты, где она достигает 900 °C во время затяжки и 400 °C — во время тления. В IQOS табачный наполнитель нагревается до 350 °C, проходя стадии пиролиза и термогенного разложения. В результате выделяется не дым, а аэрозоль. Если в первом содержатся в основном такие связанные с горением частицы, как углерод, кислород, калий, кальций и кремний, то в аэрозольные частицы состоят в основном из полулетучих органических компонентов с небольшими следами кислорода и кремния. IQOS выделяет вредные компоненты, которые способствуют развитию онкологических и респираторных заболеваний, а также никотиновой зависимости у потребителя. Выбросы содержат такие же вредные компоненты, как табачный сигаретный дым (например, никотин, полициклические ароматические углеводороды, монооксид углерода, циангидрин формальдегида, специфические для табака нитрозамины, высокотоксичные карбонилы, фураны, диацетил, ацетилпропионил, гидроксиметилфурфурол и диэтилгексилфталат, а также пропиленгликоль.
Данные о концентрации токсичных компонентов разнятся. По заявлению производителя, содержание ряда вредных веществ в аэрозоле IQOS значительно ниже, чем в табачном дыме. Ранние исследования, спонсированные FMI, свидетельствовали о снижении доли большинства потенциально вредных компонентов более чем на 90 %. Но последующие научные данные по этому вопросу указывали на недостаточную выборку компонентов. Так, производитель заявлял, что по сравнению с дымом сигарет содержание минимум 58 вредных веществ в аэрозоле IQOS ниже. К ним относились, например, нитрозамин (1/5) и окись углерода (1 %), формальдегид (74 %), альдегиды (50—95 %) и летучие органические соединения (97—99 %). Уровни карбонилов и субмикронных частиц также были ниже, чем в сигаретном дыме. Но эксперты указывают, что содержание не менее 56 других вредных или потенциально вредных компонентов выше, чем в сигаретном дыме (из них 22 — на 200 %, а 7 — на 1000 %). Среди таких веществ четыре были определены как токсичные (глицидол, 2-фуранметанол, монохлор и фурфурол). Ещё 750 присутствуют в аэрозоле IQOS на равных или более низких уровнях, минимум три компонента являются уникальными для аэрозоля. Например, отдельные эксперименты 2017-го зафиксировали в аэрозоле IQOS сходное с сигаретным дымом содержание никотина, окиси углерода, смол и нитрозаминов. Более поздние работы показали, что стики IQOS обеспечивают 57—83 % концентрации никотина, обнаруженной в традиционных сигаретах (по другим данным — 70—80 %). Однако скорость его доставки выше или идентична, и максимальная его концентрация за одну затяжку может быть выше. Существуют свидетельства, что IQOS выделяет существенно высокие уровни карбонилов. Таким образом, IQOS и обычные сигареты не показали различий по большинству биомаркеров потенциального вреда. IQOS имеет возможную гепатотоксичность и потенциал неожиданной токсичности.
Концентрация частиц в аэрозоле IQOS составляла менее 1·10^8 частиц/см³, распределение по размерам составляло около 100 нм. Но при температуре от 300 °C летучесть частиц увеличивалась.

## Модельный ряд
- IQOS 2.4 выпущен на рынок в 2014 году. Работающий от батареи держатель для стиков разряжался после 6 минут использования (или 14 затяжек), для подзарядки требовалось минимум 6 минут. Для нагрева табака непосредственно перед использованием хватало 20 секунд[26]. К 2018-му был выпущен IQOS 2.4 Plus, держатель которого подзаряжался быстрее (3,5 минуты против более 4-х[122]), был оснащён вибрационным и светодиодным сигналом нагрева, модулем Bluetooth[123][124].
- IQOS 3 был представлен в 2018 году и представлял собой компактную версию оригинального устройства. Кейс, который подзаряжает устройство, открывается сбоку, а не сверху. Стики для курения вставляются в держатель также сбоку. В этот же период был выпущен IQOS 3 Multi, который можно использовать 10 раз, прежде чем потребуется подзарядка[125].
- IQOS 3 DUOS вышел в 2019 году, заменив устаревшую модель IQOS 3. Устройство можно использовать два сеанса подряд без подзарядки, держатель подзаряжается примерно за 2 минуты[126][127].
- Veev (IQOS Mesh) — единственная электронная сигарета Philip Morris International, выпускаемая под маркой IQOS. Глобальный релиз продукта был отложен из-за вспышки в 2019—2020 годах респираторных заболеваний, связанных с электронными сигаретами. Выпущен на рынок в сентябре 2020 года под названием Veev[59].
- lil SOLID, совместимый со стиками Heets и Fiit, был представлен под брендом IQOS в 2020 году. Устройство разработала в 2017 году южно-корейская компания KT&G, с которой Philip Morris International подписал лицензионное соглашение. Устройство представляет моноблок, батарея которого рассчитана на 20 сеансов с температурой нагрева 250—350 °C[126][128][129].
- lil™ SOLID 2.0 вышел на рынок в 2021-м[130].
- IQOS ILUMA — вариация IQOS, находящаяся в разработке по состоянию на 2021 год[59].

С ноября 2018 года доступны цветные колпачки и кожаные чехлы для «персонализации» девайсов. Устройства собирают данные о курительных привычках пользователей: числе затяжек и среднем потреблении в день. Philip Morris International утверждает, что информация используется только для решения технических проблем, но эксперты считают, что они легли в основу базы клиентов, которую, предположительно, компания использует в маркетинговых целях.

## Регулирование и судебные разбирательства
В разных странах продажа и продвижение IQOS регулируются в зависимости от их классификации. На момент выхода продукта на рынок законодательство ряда стран не предусматривало ограничения на бездымные табачные продукты. Соответственно, это вызывало вопросы о регулировании IQOS. Philip Morris International заявляла, что его следует регулировать отдельно от табачных продуктов и лоббировала соответствующие решения в разных странах. Например, в Израиле в 2017 году производитель взаимодействовал с высокопоставленными правительственными чиновниками, пытаясь убедить их в «преимуществах для здоровья» от продукта. Philip Morris International продвигала IQOS как часть «видения Израиля без табачного дыма». В результате, Министерство здравоохранения Израиля разрешило IQOS выйти на рынок без каких-либо ограничений, применимых к сигаретам. Решение вызвало общественный протест и привело к судебным разбирательствам. В января 2018 года чиновники изменили свою позицию и убедили министра финансов принять новую систему налогообложения продукта. На момент появления IQOS в России антитабачное законодательство также не предусматривало ограничений на «испарение» табака. В 2017-м Росстандарт ввёл национальные нормативы на нагреваемый табак, была определена система налогообложения и проходили обсуждения ограничений потребления и рекламы. Но только в 2020 году табачные стики для устройств отнесли к табачной продукции, была запрещена их реклама и свободная выкладка на витринах. С этого периода реклама IQOS в магазинах демонстрирует только само электрическое устройство, которое фактически не подпадает под запреты, так как является аэрозольным нагревателем и может быть формально использовано не только для потребления табака, но и в медицинских целях.
С 2018 года ВОЗ относит все системы нагревания табака, включая IQOS, к табачными продуктам, на которые распространяются нормы Рамочной конвенции ВОЗ по борьбе с табаком, включая запрет на курение в общественных местах, рекламу и продвижение. Несмотря на решение ВОЗ, в некоторых странах они продолжали пользоваться налоговыми льготами. Например, в России к тому моменту для табачных стиков акциз составлял только 40 % от стоимости упаковки против 56 % для сигарет. В Италии IQOS и другие подобные устройства пользовались акцизной скидкой на 50 % ниже по сравнению с обычными сигаретами, на них не распространялись правила о бездымной среде. В Великобритании для систем нагревания табака была создана собственная налоговая категория, определяющая размер акциза в зависимости от веса табака, используемого в устройствах. По данным ВОЗ, в целом норма прибыли Philip Morris International от продажи IQOS на 30 —50 % выше, чем от сбыта обычных сигарет.
Кроме того, законодательство ряда стран предусматривает запрет на сигареты с ментолом. Но в 2019 году Philip Morris International свободно продавал ароматизированные стики HEETS, что давало компании рекламное преимущество. Даже когда в Европе вступила в силу Директива ЕС по табачным изделиям, HEETS не подпадал под новые нормы. И производитель продвигал их как «единственный ментоловый табак, который можно продавать».
Производитель IQOS предпринимал неоднократные попытки подорвать ограничения и нормализовать потребление IQOS на публике. В январе 2020 года исполнительный директор компании Андре Каланцопулос утверждал, что правила рекламы в отношении IQOS необходимо смягчить. Он заявил, что бренду «трудно разговаривать с потребителем о табачном изделии», если продукт «нельзя лёгко увидеть». Продвигать интересы компании позволяет позиционирование IQOS как продукта, направленного на снижение числа курильщиков. Например, в Великобритании Philip Morris International лоббировала более мягкое регулирование IQOS как «значительно менее вредного, нового бездымного табачного продукта». Компания предложила учредить фонд в размере 1 млрд фунтов стерлингов для оказания помощи курильщикам в отказе от вредной привычки в обмен на смягчение положений о рекламе электронных сигарет и систем нагревания табака. В разные годы Philip Morris International подавал заявки на право называть IQOS «продуктом, помогающим в отказе от курения» в Новой Зеландии и Италии, лоббировал отмену запрета на системы нагревания табака в Австралии. В США FDA определило для IQOS регулирование, соответствующее другим табачным изделиям, хотя признало его продуктом с модифицированным воздействием. Marlboro HeatSticks классифицируются как сигареты и подлежат соответствующему налогообложению. Но власти разных штатов могут вносить изменения в политику. Например, в 2019 году Altria успешно убедила законодателей Виргинии исключить нагреваемые бездымные изделия из перечня подлежащих табачному налогообложению продуктов. В качестве аргумента представители Philip Morris International ссылались на решение FDA признать IQOS товаром «модифицированным воздействием». Но фактически не было доказано, что продукт демонстрирует какое-либо снижение риска, и активисты называли преждевременным его регулирование как-либо отличное от сигарет.
Сходство технологий, использующихся в разных системах нагревания табака, становится предметом судебных разбирательств о правах на интеллектуальную собственность. Например, в 2018 году в Японии Philip Morris подал в суд на British American Tobacco за нарушение патентных прав на технологию нагревания табака в Glo. В 2021 году идентичный иск уже против IQOS направил в государственные органы США RJ Reynolds Tobacco. В результате комиссия по международной торговле США запретила компаниям Altria и Philip Morris реализовывать на территории страны IQOS. Подобные споры возникали в Греции и Великобритании, где власти встали на сторону производителя IQOS.
Причинами судебных исков к производителю IQOS становилась и агрессивная рекламная политика. Например, в 2019-м подобные разбирательства инициировали антитабачные активисты в Колумбии. Кроме того, производитель подавал судебные иски в ответ на исследования и заявления правительств о содержании вредных веществ в IQOS. Например, в 2018 году Министерство продовольствия и безопасности в Сеуле заявило, что исследования систем нагревания табака зафиксировали минимум пять вызывающих злокачественные опухоли компонентов в их аэрозоле (из них уровень двух превышал таковой в сигаретном дыме). Это утверждение противоречило данным производителя, в связи с чем Philip Morris подал в суд на министерство за отказ предоставить информацию о результатах исследования, включая метод анализа и экспериментальные данные.